# Волкенштейн, Людмила Александровна

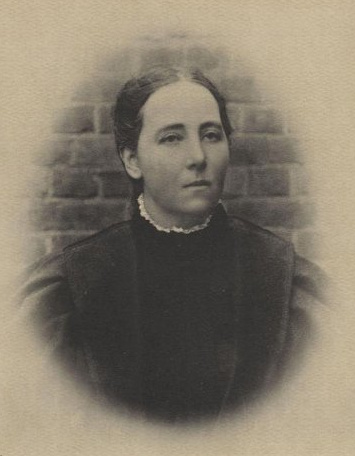
Л. А. Волкенштейн

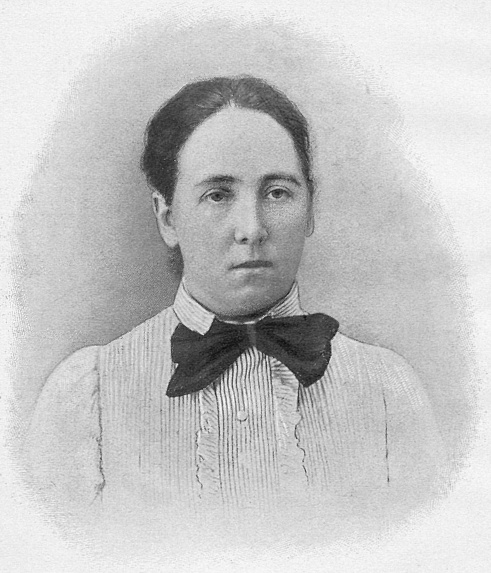
Л. А. Волкенштейн

Людми́ла Алекса́ндровна Волкенште́йн (урождённая Алекса́ндрова) (1857, Киев — 1906, Владивосток) — русская революционерка, член партии «Народная воля».

## Биография
Родилась в дворянской семье. Её отец — Александр Петрович Александров, сын мелкопоместного дворянина, отставной военный, был главным лесничим в казённом Киевском лесничестве. Мать — Евдокия Карповна (урождённая Крыжановская) была достаточно богата, ей принадлежало несколько домов в Киеве.
В октябре 1876 года, через год после окончания гимназии, Людмила вышла замуж за молодого земского врача Александра Александровича Волкенштейна (1851—1925).
Летом 1877 года муж Людмилы был арестован за пропагандистскую деятельность («Процесс ста девяноста трёх»). Этот факт стал переломным в дальнейшей судьбе Людмилы Александровны Волкенштейн. Она отказалась от спокойной семейной жизни, в 1878 году разошлась с мужем и бесповоротно приобщилась к революционной деятельности.
Участвовала в подготовке покушения на харьковского губернатора, князя Д. Н. Кропоткина в феврале 1879 года. Волкенштейн, приехав в Харьков одновременно с Г. Гольденбергом, Л. Кобылянским и А. Зубковским, приняла на себя роль хозяйки конспиративной квартиры, нанятой с двойной целью: служить местом сходок и затем укрыть участников преступления в первое после убийства время. После удачного исполнения террористического акта Григорием Гольденбергом она была вынуждена выехать за границу.
С ноября 1879 по август 1883 года, под именем Анны Андреевны Павловой, жила в Швейцарии, Франции, Италии, Турции, Болгарии и Румынии.
По поддельному паспорту вернулась в Петербург, где была арестована по доносу и предана военно-окружному суду. Это был знаменитый «Процесс четырнадцати». Среди осуждённых были три женщины, в том числе и Вера Фигнер.
На суде Людмила вела себя смело и дерзко. Она отказалась от защиты, заявив, что не признаёт этот суд компетентным и может сказать только о своей принадлежности к партии «Народная воля», за все действия которой принимает на себя ответственность.

Решением суда от 28 сентября 1884 года она была приговорена к смертной казни через повешение. От подачи прошения на помилование Людмила Александровна категорически отказалась. Ожидая в камере смертников исполнения приговора, она писала: 

«В моей казни будет больше пользы, чем моя средней руки деятельность. Ранее или позже выдвинет многих взамен одной моей погибающей силы… Теперь логически мне следует желать всей душой именно казни, как фактической проповеди моих убеждений… Даже сам факт казни женщины без преступления, за одни убеждения, был бы лишней тяжёлой каплей в чашу общественного терпения».

По Высочайшему повелению смертный приговор был заменён отбыванием наказания в одной из самых строгих тюрем — Шлиссельбургской. Туда Волкенштейн была переведена 12 октября вместе с другими осуждёнными, помещена в одиночную камеру и в этой «живой могиле» содержалась почти 13 лет.
В. Н. Фигнер писала о ней в своих воспоминаниях: 

«Миссия и роль Людмилы Александровны была велика, и многие сердца навсегда запечатлели её образ и сохраняет о ней горячее воспоминание, полное признательности…
Прекрасная душой, Людмила Александровна обладала и красивой внешностью. Она была довольно высокая, очень стройная. Тёмные, слегка вьющиеся волосы тяжеловесной косой падали на спину. Прекрасный цвет лица и мягкие славянские черты лица с бровями, проведёнными широким мазком. Хорошо очерченный рот и чудные карие глаза, неотразимые в минуты серьёзности и грусти».

В 1896 году по случаю коронации Николая II она была освобождена из Шлиссельбургской тюрьмы и отправлена на Сахалин в ссылку. Прощаясь со своими товарищами-шлиссельбуржцами, она получила прощальное письмо, где было посвящённое ей стихотворение, написанное Николаем Морозовым, известным революционером, который был для неё не только товарищем по заключению, но и учителем, большим другом.
Полна участья и привета

Среди безмолвия и тьмы,

Она сошла, как ангел света,

Под своды мрачные тюрьмы.

Была чарующая сила

В душе прекрасной и живой,

И жизнь она нам обновила

Своей душевной чистотой…

В глухой тюрьме она страдала

Среди насилия и зла,

Потом ушла и не узнала,

Как много света унесла.

Есть в мире души — их узнаешь

Лишь в дни гонений и утрат,

Но мир за них благословляешь

И жизнь за них отдать бы рад!
23 ноября 1896 г. Людмила Волкенштейн была переведена в Петропавловскую крепость и пробыла там до марта 1897 г. в ожидании отправки в Одессу. Здесь, в Петербурге, состоялась волнующая встреча с девятнадцатилетним сыном, учившимся в Петербургском университете, которому было 2 года, когда она, во избежание ареста, покидала Россию.
В марте 1897 года, в пересыльной тюрьме Одессы, после долгой разлуки встретились Людмила и Александр Волкенштейны. Впоследствии в своих воспоминаниях он писал: «Я не мог наглядеться на милые черты лица, ставшего таким серьёзным, с резко выраженной печатью продуманного, выстраданного». Он принял твёрдое решение поехать с Людмилой на Сахалин, покинув свою новую жену.
В апреле — августе 1897 года, ожидая в одесской тюрьме арестантский пароход Добровольного флота, Людмила написала свои шлиссельбургские воспоминания.
2 ноября 1897 г., через 52 дня трудного морского пути на пароходе «Ярославль» Людмила с группой каторжан прибыла в сахалинский порт — Корсаковский пост. Она поселилась у доктора Н. В. Кириллова, в семье которого нашла приют и понимание. Имея фельдшерское образование и практический опыт, получила место работы в Корсаковской больнице. Кроме того, она заведовала аптекой.
Людмила быстро сблизилась с каторжанами. Внимание и сочувствие, которое она излучала, создали новую, ранее непривычную для каторжан, доброжелательную обстановку в отделении больницы. Здесь её все полюбили, звали не по имени и отчеству, а просто Людмилой или ангелом. Весной 1899 г., после долгого пятимесячного пути, в Корсаковский пост прибыл Александр Александрович Волкенштейн. Вскоре он приступил к работе в должности эпидемиолога, затем работал заведующим лазаретом при тюрьме. В 1900 г. Людмила и Александр вынуждены были переехать в пост Александровский, так как из-за человечного, демократического общения с пациентами-каторжанами у них сложились неприязненные отношения с тюремным начальством.
Большой моральной помощью в сахалинской жизни были письма друзей, единомышленников. Александр Александрович переписывался со Львом Николаевичем Толстым, знакомство с которым состоялось ещё в январе 1894 г.
После долгих хлопот, получив разрешение на выезд, в сентябре 1902 г. супруги Волкенштейны переехали во Владивосток. Доктор Волкенштейн стал организатором санитарной службы и первым санитарным врачом города Владивостока. Людмила Александровна вела активную общественную работу. Когда началась война с Японией и во Владивосток стало поступать большое количество раненых, резко возросла потребность в медработниках, Людмила пошла работать фельдшером. Вместе с Александром Александровичем они организовали курсы медицинских сестер.
После окончания войны во Владивостоке было неспокойно. Особенно напряжённым стало положение после публикации манифеста 17 октября 1905 г., в городе проходили частые митинги и собрания, создавались различные объединения и союзы. Активную роль в общественной жизни Владивостока играл Союз врачей, видным деятелем которого был Александр Александрович. Всю общественную активность в городе в это бурное время организовал и направлял «Союз союзов», который сложился как объединение всех профессиональных союзов. Заседание «Союза Союзов» чаще всего проходили в музее Общества изучения Амурского края. Людмила Александровна неоднократно выступала здесь с осуждением политики царизма в русско-японской войне, результатом которой стала гибель большого количества матросов и солдат.
10 января 1906 г. у цирка Боровикса на улице Первой Морской состоялся общегородской митинг, где в последний раз выступила Людмила Волкенштейн. После окончания митинга, его участники большой колонной с духовым оркестром направились к зданию штаба крепости на Вокзальной площади, где они потребовали от коменданта Владивостока Сурменева освободить арестантов, но были встречены пулемётным огнём и разбежались. Среди первых погибших из числа митингующих была Людмила Александровна Волкенштейн. На следующий день, 11 января, толпа двинулась взять штурмом крепость. Митингующие ворвались в крепость и освободили арестантов, комендант Сурменев был убит.
Людмила Волкенштейн была похоронена на Покровском кладбище Владивостока 13 января 1906 года.
Внук Людмилы Александровны, Сергей Сергеевич Волкенштейн (1900—1977) — генерал-майор, Герой Советского Союза.

## Мемуары
Волкенштейн Л. А. 13 лет в Шлиссельбургской крепости / С предисловием В. И. Засулич. — СПб.: Новый мир, 1906. — 72 с.